# Teofilówka
Teofilówka – wieś w Polsce położona w województwie mazowieckim, w powiecie sokołowskim, w gminie Jabłonna Lacka. Ma status sołectwa. Leży  w odległości około 5 km na północny wschód od Jabłonny Lackiej.
W latach 1975–1998 miejscowość administracyjnie należała do województwa siedleckiego.
Wierni wyznania rzymskokatolickiego zamieszkali w miejscowości należą do parafii Wniebowzięcia Najświętszej Maryi Panny w Jabłonnie Lackiej.